# Ifield Brook
Der Ifield Brook ist ein Wasserlauf in West Sussex. Er entsteht als Abfluss des Ifield Mill Pond in Gossops Green einem Stadtteil von Crawley im Westen der Stadt. Er fließt in nördlicher Richtung bis zu seiner Mündung in den River Mole.